# Habitatge al carrer Gurb, 103 (Vic)
L'Habitatge al carrer Gurb, 103 és una obra de Vic (Osona) inclosa a l'Inventari del Patrimoni Arquitectònic de Catalunya.

## Descripció
Casa entre mitgeres de planta baixa i tres pisos. És de planta rectangular coberta a dues vessants amb teula àrab. La façana presenta dos eixos de composició vertical, on les obertures disminueixen amb alçada. La planta presenta un ampli portal rectangular i un altre d'arc de mig punt, amb una imposta motllurada a l'arrencada de l'arc. La majoria d'obertures són de pedra i el balcó del primer pis presenta barana de forja. Cal remarcar una motllura amb pedra que marca el segon pis, i la porta d'entrada als habitatges. Els ràfec és força amplia i inclinat, amb colls de biga de fusta. Per les característiques constructives hem de suposar que el tercer pis correspon a una ampliació posterior de l'edifici. Destaca la pedra que emmarca i divideix l'obertura d'entrada.

## Història
L'antic camí de Gurb sorgí com la prolongació del c/ de les Neus cap al segle xii, moment en què les masies anaven canviant la seva fesomia a favor de cases mitgeres que seguien el traçat natural del camí. Al segle xv es construir l'església gòtica dels Carmelites prop de l'actual c/ Arquebisbe Alemenay que fou enderrocada el 1655 en convertir la ciutat en plaça fortificada contra els francesos durant la guerra dels Segadors. En els segles XVII-XVIII es va construir l'actual convent i l'església dels Carmelites calçats. Al segle xviii la ciutat experimenta un fort creixement i aquests carrers itinerants es renoven formant part de l'eixample Morató. Al segle xix amb la urbanització de l'Horta d'en Xandri, entre el c/ Gurb i el c/ de Manlleu, també es renova. Actualment el carrer viu una etapa d'estancament i convindria rehabilitar-lo. L'edifici mostra l'evolució d'habitatges plurifamiliars d'arquitectura popular.